# Augochloropsis maroniana
Augochloropsis maroniana är en biart som först beskrevs av Cockerell 1918.  Augochloropsis maroniana ingår i släktet Augochloropsis och familjen vägbin. Inga underarter finns listade.